# Louis Léon César Faidherbe

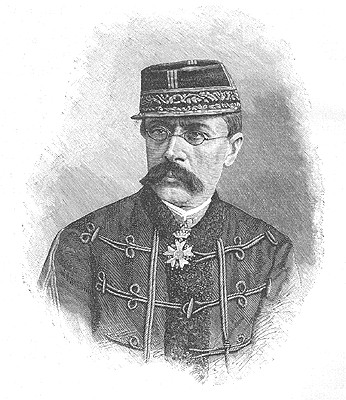
Louis Léon César Faidherbe.

Louis Léon César Faidherbe (n. 3 iunie 1818 – d. 29 septembrie 1889), general francez și administrator colonial al Franței în Senegal între 1852 și 1865. 